# Parafia Miłosierdzia Bożego we Lwowie
Parafia Miłosierdzia Bożego we Lwowie – parafia znajdująca się w archidiecezji lwowskiej w dekanacie Lwów, na Ukrainie. Położona jest w dzielnicy Rzęsna Polska.
Parafię erygowano w XV w. Dawny kościół pw. śś Apostołów Piotra i Pawła jest obecnie w posiadania grekokatolików.
W 2001 parafia otrzymała pozwolenie na budowę nowego kościoła. 3 września 2005 został on konsekrowany przez arcybiskupa lwowskiego kard. Mariana Jaworskiego.
Msze święte sprawowane są również w języku polskim.

## Migracja obrazu MB Pocieszenia
W 1945 r. z inicjatywy ks. Franciszka Wierzbickiego obraz Matki Bożej Pocieszenia z kościoła rzymskokatolickiego w Rzęsnej został zabrany do Przytocznej na tzw. Ziemiach Odzyskanych. Tam obraz wisiał w sypialni na plebanii aż do śmierci ks. Wierzbickiego w 1959 r., gdyż w miejscowym kościele znajdował się już wizerunek Matki Bożej. Po śmierci duchownego obraz znalazł się na strychu. W 1974 r. duszpasterz z Przytocznej ofiarował obraz proboszczowi parafii w Konradowie. Tam obraz poddano renowacji, a duchowny zadbał również o jego sytuacje prawną z Kurią Arcybiskupią w Lubaczowie. Jako rekompensatę za posiadany obraz Matki Bożej parafia w Konradowie zobowiązała się ofiarować budującemu się kościołowi w Lubaczowie stacje Drogi Krzyżowej. Sam obraz Matki Bożej Pocieszenia znalazł swoje miejsce w ołtarzu głównym w kościele w Konradowie.